# 蕎麦切広大
蕎麦切 広大（そばぎり こうだい、1996年3月22日 - ）は、神奈川県出身のドリフトドライバー。主にD1グランプリ（D1GP）やフォーミュラ・ドリフト ジャパン（FDJ）に参戦する。

## プロフィール
- 身長：165cm[1]
- 体重：53kg[1]
- 血液型：AB型[1]
- ニックネーム：こうだい

## 来歴
2009年にラジコンでドリフトを始め（ラジドリ）、2012年、2013年にはR31HOUSEからラジコンのドリフト大会である「最強ドリフターは誰だ？」に参戦し2連覇を果たした。
2017年にR31HOUSEに入社し、翌年に同社からD1選考会に参戦し、D1ライツへのエントリーに必要なD1-Aライセンスを獲得。またFDJへの登竜門となるMSCチャレンジにも参戦を開始した。
2019年にはR31HOUSEからD1ライツに参戦した。タイヤはナンカンタイヤ、マシンはR31型スカイラインを使用した。また、同年MSCチャレンジ Rd.2で優勝したことでFDJの参戦権利を獲得し、TEAM SHIBATAからFDJにも参戦した。タイヤはD1ライツと同じくナンカンタイヤ、マシンも同様にR31型スカイラインを使用した。
2020年にはD1GPへの参戦を開始。マシンはインフィニティ・Q60（V37型）を、タイヤはサイルンタイヤを使用した。また、D1ライツにも前年と同じ体制で臨んだ。FDJにもスポット参戦を予定していたが、新型コロナウイルスの影響で参戦を休止した。
2021年はD1GPとFDJに参戦。D1GPは昨年と同様の体制で臨み、第7戦では自身初の単走優勝を果たした。2年ぶりの復帰となるFDJでは、マシンはR31型スカイライン、タイヤはサイルンタイヤを使用した。
2022年から、D1GPでは自身のチームであるSHIBATAが企画・販売しているシバタイヤにタイヤを変更した。マシンに大きな変更はなかったが、第6戦から搭載するVR38DETTエンジンの排気量を4.1Lから4.3Lにをアップした。第6戦、第7戦、第9戦では単走優勝し、単走シリーズを2位で終えた。また、第6戦、第7戦では自身最高位である2位を獲得し、総合シリーズランキングも過去最高の7位でシーズンを終えた。FDJではGR86を投入し、タイヤは変わらずサイルンタイヤを使用した。
2023年は、D1GPは特に体制に変更はなかったものの、第3戦、第4戦で単走優勝を果たし、第4戦に初優勝を遂げ、シリーズを自己最高位となる5位で終えた。単走シリーズは去年と同じく2位であった。D1GPタイにも、S14型シルビアで参戦し、第2戦では準優勝を果たした。FDJでは新たなGR86を投入し、タイヤをヨコハマタイヤに変更した。なお、前年まで使用していたGR86はD1GPで新たにチームメイトとなった日比野哲也のマシンとなった。
2024年は、国内シリーズに関してはD1GPに専念し、FDJは休止することが発表された。また、車両はFDJで使用していたVR38搭載のGR86に変更、D1GPで使用していたQ60はAttack Tsukubaで使用するとのこと。D1GPタイは武者修行も兼ねて参戦する模様。

## 戦績
- 2018年
  - ドリフトキングダム
  - MSCチャレンジ

- 2019年
  - MSCチャレンジ Rd.2（優勝）
  - D1ライツ（シリーズ16位、単走シリーズ19位）
  - フォーミュラ・ドリフト ジャパン（シリーズ27位）
  - ドリフトキングダム

- 2020年
  - D1ライツ（シリーズ10位、単走シリーズ7位）
  - D1グランプリ（シリーズ18位、単走シリーズ13位）

- 2021年
  - D1グランプリ（シリーズ14位、単走シリーズ9位）
  - フォーミュラ・ドリフト ジャパン（シリーズ38位）

- 2022年
  - D1グランプリ（シリーズ7位、単走シリーズ2位）
  - フォーミュラ・ドリフト ジャパン（シリーズ13位）

- 2023年
  - D1グランプリ（シリーズ5位、単走シリーズ2位）
  - フォーミュラ・ドリフト ジャパン（シリーズ5位）

## 人物
- ラジコンのドリフト競技（ラジドリ）から実車のドリフト競技に転身したという経歴を持つ。2020年のデビュー時点で実車でのドリフト経験は3年ほどであったが、「ラジコンのドリフトは外から俯瞰的に見て操作し、実車は操作を内側からするという違いはあるが、セッティングに関しては共通する部分が多く実車にも活かせている」と語っている[12]。
- Video Optionの企画で体力測定選手権を行った際は、握力42.9kg、背筋94.5kgで最下位であった。ちなみに対戦相手は川井謙太郎、横井昌志、中村直樹、小橋正典、目桑宏次郎であった。
- 体重53kgは現役選手の中で1番の軽さである。
- とても人当たりが良く、まさに好青年である。
- 「蕎麦切」という姓は非常に珍しく、R31HOUSE社長の柴田達寛はブログで「日本に、コウダイの家族しか、『蕎麦切』という苗字はない」と述べている[13]。